# خوزه سائز
خوزه سائز (انگلیسی: José Saez؛ زادهٔ ۷ مهٔ ۱۹۸۲) بازیکن فوتبال اهل فرانسه است.
از باشگاه‌هایی که در آن بازی کرده‌است می‌توان به باشگاه فوتبال کان، باشگاه فوتبال والنسین، باشگاه فوتبال لیل، و باشگاه فوتبال آنژه اشاره کرد.